# 托马斯·多伊
托马斯·多伊（英語：Thomas Doe，1912年10月12日—1969年7月19日），美国男子雪车运动员。他曾代表美国参加1928年冬季奥林匹克运动会雪车比赛，获得男子五人银牌。他在北卡罗来纳州去世。